# Dinastia Almoravid
Dinastia Almoravidă (în berberă ⵉⵎⵔⴰⴱⴹⵏ, Imrabḍen, în arabă المرابطون‎, Al-Murābiṭūn) a fost o dinastie musulmană berberă centrată în Marocul de azi. Înființată în secolul al XI-lea, Dinastia și-a întins controlul peste Magrebul de Vest și Al-Andalus (Iberia arabă). Fondată de Abdallah ibn Yasin, capitala almoraviă a fost situată la Marrakesh (fondată în 1062). 
Almoravizii au fost cruciali în prevenierea (temporară) căderii Al-Andalusului, înfrângând forțele creștine la Sagrajas în 1086. Acest lucru le-a permis să controleze un imperiu care se întindea pe o lungime de 3.000 de kilometri de la nord la sud. Cu toate acestea, dinastia a existat o perioadă scurtă. Almoravizii au pierdut din puterea lor, atunci când nu au reușit să oprească rebeliunea Masmuda inițiată de Ibn Tumart. Drept urmare, ultimul conducător almoravid, Ishaq ibn Ali, a fost ucis la Marrakech în aprilie 1147 sub loviturile califatului Almohad, care i-a înlocuit ca o dinastie dominantă atât în Maroc, cât și în Al-Andalus. 